# 资中西站
资中西站位于四川省内江市资中县球溪镇，是成宜高速铁路上的客运站，建筑面积5000平方米，为线侧平式站房，站场规模2台4线，整体采用川南穿斗式建筑风格，装饰过程中融合了球溪河鲶鱼的特色元素。2023年12月26日投用，是资中县内第二个建成投用的高铁站。